# Portrait du cardinal Niccolò Albergati
Le Portrait du cardinal Niccolò Albergati est un tableau du peintre primitif flamand Jan van Eyck, réalisé vers 1438. Il est actuellement exposé au Kunsthistorisches Museum de Vienne, en Autriche.

## Sujet

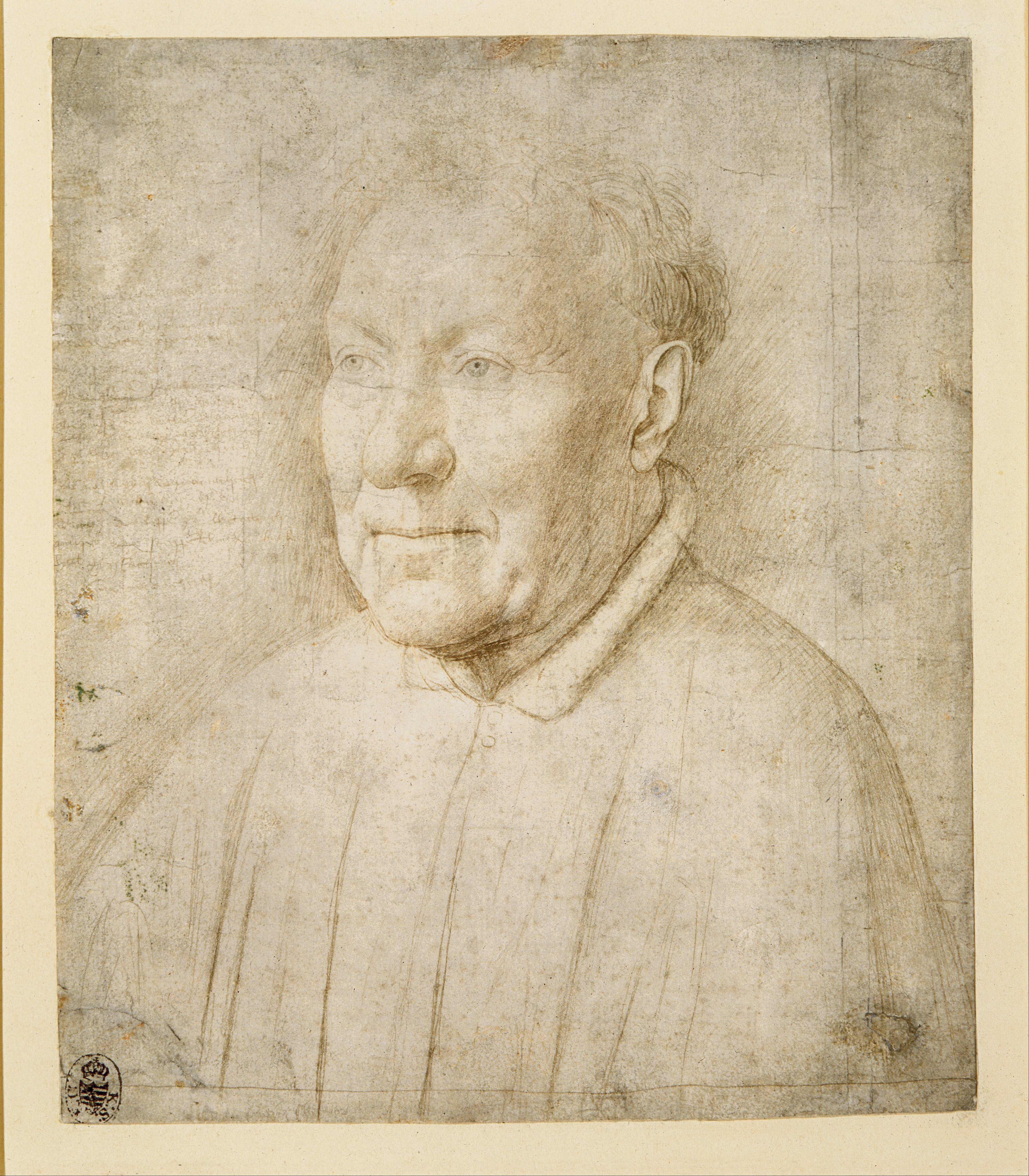
Croquis préliminaire

Le cardinal Albergati était un diplomate du pape Martin V. Pendant un congrès de paix ayant lieu à Anvers, il rencontre Jan van Eyck, qui croque son portrait avec des indications coloristes pour  peindre ensuite son portrait. Le dessin est aujourd'hui exposé au Staatliche Kunstsammlungen de Dresde, en Allemagne.

## Description
Le cardinal est représenté en buste de trois-quarts, comme souvent dans la peinture flamande et ce dès les années 1435, sur fond noir afin de mettre en valeur la figure du modèle bien contrastée. Un halo bleu sur  le fond entoure sa tête renforçant le contraste des traits finement détaillés de son visage (contour net, lèvres  serrées et regard pensif) ainsi qu'avec sa toge rouge à col et pattes d'hermine.

## Analyse
Comme souvent dans les œuvres de Van Eyck, l'attention portée aux détails est maximale, grâce à sa technique consistant à peindre par couches de couleurs successives, diluées dans l'huile, ce qui permettait à l'artiste de rendre cet effet de transparence et de lumière. Une comparaison avec le dessin préparatoire permet de voir que Van Eyck a changé quelques détails réalistes, tels que la profondeur des épaules, la courbe du nez, la profondeur de la bouche et la taille de l'oreille, peut-être pour renforcer l'impression de maturité et, par conséquent, d'autorité du cardinal, ou dus, techniquement, à l'usage  d'une loupe.

## Sources et bibliographie
- (en) Cet article est partiellement ou en totalité issu de l’article de Wikipédia en anglais intitulé « Portrait of Cardinal Niccolò Albergati » (voir la liste des auteurs).
- (en) Otto Pächt, Van Eyck and the Founders of Early Netherlandish Painting, New York, Harvey Miller, 2000